# Odaia Bursucani, Vaslui
Odaia Bursucani este un sat în comuna Grivița din județul Vaslui, Moldova, România. Este situată în partea de N-E a orașului Bârlad,având o lungime totală de 1,3 km,fiind o localitate foarte veche. Din bătrâni se spune că pe aceste meleaguri, într-o poiană n mijlocul codrilor s-a așezat un cetățean cu numele Bursucanu. Locuința lui avea o singură odaie și oamenii obișnuiau să-i zică Odaia lui Bursucanu din care derivă și astazi numele acestui sat. Astăzi satul este eminamente bătrânesc, din cele 200 de familii, 70% ocupând persoanele de peste 60 de ani. Distanța de la sat la oraș este de 12 km, drumul fiind accesibil chiar în condiții meteo nefavorabile.
 Acest articol despre o localitate din județul Vaslui este deocamdată un ciot. Puteți ajuta Wikipedia prin completarea lui.